# Jurij Drozdow (piłkarz)
Jurij Aleksiejewicz Drozdow (ros. Юрий Алексеевич Дроздов, ur. 16 stycznia 1972 w Piatigorsku) – rosyjski piłkarz grający na pozycji defensywnego pomocnika. W swojej karierze rozegrał 10 meczów w reprezentacji Rosji.

## Kariera klubowa
Swoją karierę piłkarską Drozdow rozpoczął w klubie Maszuk-KMW Piatigorsk. W 1988 roku awansował do pierwszego zespołu i wtedy też zadebiutował w jego barwach. W 1989 roku był piłkarzem klubu FSzM Torpedo Moskwa, a w 1990 roku przeszedł do Dynama Moskwa. Występował w nim do końca 1992 roku.
W 1993 roku Drozdow przeszedł do Lokomotiwu Moskwa. W 1995 roku wywalczył z nim wicemistrzostwo Rosji. W latach 1996–1997 dwukrotnie z rzędu Puchar Rosji. W latach 1999–2001 trzykrotnie zostawał mistrzem kraju. W 2000 i 2001 roku ponownie zdobył rosyjski puchar. Z kolei w sezonie 2002 wywalczył swój jedyny w karierze tytuł mistrza Rosji.
W połowie 2003 roku Drozdow został zawodnikiem Ałaniji Władykaukaz. Występował w niej przez półtora roku. W sezonie 2005 grał w kazachskim klubie Żengys Astana, z którym zdobył Puchar Kazachstanu. W latach 2006–2008 grał w FK Chimki, a drugą połowę 2008 roku spędził w klubie Witiaź Podolsk. Karierę zakończył w 2009 roku jako gracz rezerw Lokomotiwu Moskwa.
| Sezon | Klub                  | Kraj       | Rozgrywki        | Mecze | Gole |
| ----- | --------------------- | ---------- | ---------------- | ----- | ---- |
| 1988  | Maszuk-KMW Piatigorsk | ZSRR       | Wtoraja Liga     | 2     | 0    |
| 1989  | FSzM Torpedo Moskwa   | ZSRR       | Wtoraja Liga     | 0     | 0    |
| 1990  | Dinamo Moskwa         | ZSRR       | Wtoraja Liga     | 0     | 0    |
| 1991  | Dinamo Moskwa         | ZSRR       | Wtoraja Liga     | 6     | 0    |
| 1992  | Dinamo Moskwa         | Rosja      | Priemjer-Liga    | 12    | 0    |
| 1993  | Lokomotiw Moskwa      | Rosja      | Priemjer-Liga    | 30    | 1    |
| 1994  | Lokomotiw Moskwa      | Rosja      | Priemjer-Liga    | 21    | 2    |
| 1995  | Lokomotiw Moskwa      | Rosja      | Priemjer-Liga    | 30    | 0    |
| 1996  | Lokomotiw Moskwa      | Rosja      | Priemjer-Liga    | 24    | 1    |
| 1997  | Lokomotiw Moskwa      | Rosja      | Priemjer-Liga    | 28    | 0    |
| 1998  | Lokomotiw Moskwa      | Rosja      | Priemjer-Liga    | 26    | 1    |
| 1999  | Lokomotiw Moskwa      | Rosja      | Priemjer-Liga    | 21    | 0    |
| 2000  | Lokomotiw Moskwa      | Rosja      | Priemjer-Liga    | 25    | 1    |
| 2001  | Lokomotiw Moskwa      | Rosja      | Priemjer-Liga    | 24    | 0    |
| 2002  | Lokomotiw Moskwa      | Rosja      | Priemjer-Liga    | 18    | 0    |
| 2003  | Lokomotiw Moskwa      | Rosja      | Priemjer-Liga    | 7     | 0    |
| 2003  | Ałanija Władykaukaz   | Rosja      | Priemjer-Liga    | 10    | 0    |
| 2004  | Ałanija Władykaukaz   | Rosja      | Priemjer-Liga    | 27    | 0    |
| 2005  | Żengys Astana         | Kazachstan | Priemjer-Liga    | 26    | 1    |
| 2006  | FK Chimki             | Rosja      | Pierwyj diwizion | 38    | 1    |
| 2007  | FK Chimki             | Rosja      | Priemjer-Liga    | 8     | 0    |
| 2008  | Witiaź Podolsk        | Rosja      | Pierwyj diwizion | 2     | 0    |
| 2009  | Lokomotiw-2 Moskwa    | Rosja      | Wtoroj diwizion  | 17    | 0    |

## Kariera reprezentacyjna
W reprezentacji Rosji Drozdow zadebiutował 27 marca 1999 roku w wygranym 3:0 meczu eliminacji do Euro 2000 z Armenią, rozegranym w Erywaniu. Od 1999 do 2001 wystąpił w kadrze narodowej 10 razy.